# Holospira yucatanensis
Holospira yucatanensis är en snäckart som beskrevs av Bartsch 1906. Holospira yucatanensis ingår i släktet Holospira och familjen Urocoptidae. Inga underarter finns listade i Catalogue of Life.